# Paralichthys albigutta
Paralichthys albigutta är en fiskart som beskrevs av Jordan och Gilbert 1882. Paralichthys albigutta ingår i släktet Paralichthys och familjen Paralichthyidae. Inga underarter finns listade i Catalogue of Life.